# Xílovo (Smolensk)
|  | Per a altres significats, vegeu «Xílovo». |

Xílovo - Шилово (rus) - és un poble de l'óblast de Smolensk, a Rússia, que el 2007 tenia un habitant.